# Austroicetes
Austroicetes es un género de insectos de la subfamilia Oedipodinae, familia Acrididae. Los miembros de este género típicamente se alimentan de hierbas y pastizales.

## Especies
Las siguientes especies pertenecen al género Austroicetes:
- Austroicetes arida Key, 1954
- Austroicetes cruciata (Saussure, 1888)
- Austroicetes frater (Brancsik, 1897)
- Austroicetes interioris White & Key, 1957
- Austroicetes nullarborensis Key, 1954
- Austroicetes pusilla (Walker, 1870)
- Austroicetes tenuicornis Key, 1954
- Austroicetes tricolor (Sjöstedt, 1920)
- Austroicetes vulgaris (Sjöstedt, 1932)